# Mohammed VI
Mohammed VI (àrab: محمد السادس بن الحسن, Muḥammad as-Sādis ibn al-Ḥasan) (Rabat, Marroc, 21 d'agost de 1963) és l'actual rei del Marroc. Fou el fill gran del rei Hassan II i de la seva dona Lalla Latifa Hammou, d'origen amazic. Abans d'accedir al tron, va ostentar el títol de príncep de la Corona marroquina.

## Coronació
Mohammed VI va accedir al tron del Marroc el 23 de juliol de 1999, unes hores després de la mort del seu pare. En el seu primer discurs a través de la televisió, va prometre acabar amb la pobresa i la corrupció, creant ocupació i garantint el compliment dels Drets Humans.

## Regnat
Pel seu tarannà modernitzador, Mohamed VI ha trobat l'oposició dels islamistes conservadors. Durant el seu mandat, ha donat suport al pluralisme polític i ha creat un nou codi familiar, la Mudawana, que atorga més poder i independència a les dones. També ha creat l'anomenada Instance equitativa et Reconciliation (IER), una comissió que pretenia revisar els casos de violació dels drets humans durant el regnat del seu pare. No obstant això, a aquesta comissió se li va prohibir esmentar expressament a Hassan II, així com investigar casos posteriors a la coronació de Mohammed VI, el 1999. Organitzacions internacionals de drets humans també han criticat el que la comissió no pogués investigar atacs contra la llibertat d'expressió. En la mateixa línia aperturista, Mohammed VI va permetre el retorn al país de l'opositor Abraham Serfaty, i li va reconèixer novament la seva nacionalitat marroquina. L'any 2011 ha iniciat una sèrie de mesures per canviar la constitució per crear un règim polític més democràtic, i evitar les protestes que s'han generalitzat al món àrab.

## Matrimoni i descendència
El 21 de març de l'any 2002 contragué matrimoni amb Salma Bennani, ara Princesa Lalla Salma, a Rabat. Pel matrimoni Lalla Salma té el títol de Princesa i el tracte de Sa Altesa Reial. El matrimoni té dos fills:
- el príncep de la Corona Moulay Hassan, nascut el 8 de maig del 2003 a Rabat.
- la princesa Lalla Khadija, nascuda el 28 de febrer del 2007 a Rabat.